# Адам Єжи Харасовський

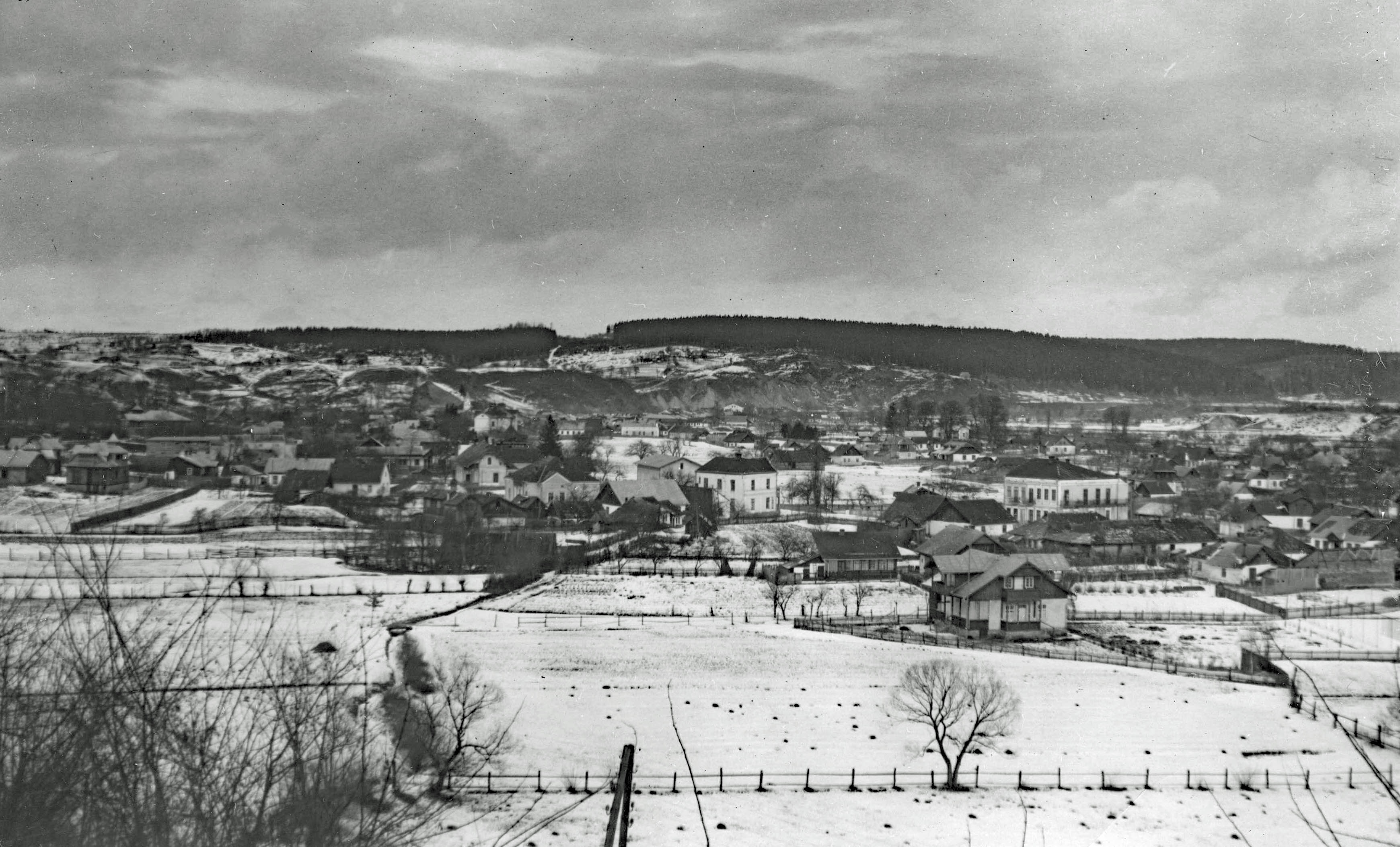
Місце народження Делятин над рікою Прут, східне підгір'я Ґорґан, зимова пора приблизно 1918

Харасовський Адам (народився 16 вересня 1904 року в Делятині, помер 16 червня 1996 року в Ровнгемсі, Англія) — польський композитор і диригент, піаніст, знавець творчості Фридерика Шопена, інженер-механік, поліглот. З 1939 року проживав у Великій Британії, був технічним офіцером Польських Повітряних Сил, пізніше офіцером та інструктором Королівських Повітряних Сил Великої Британії; керував польськими та британськими хорами та оперними музичними групами, а також займався письменницькою діяльністю, націленим на відвідування англомовної публіки з польською музикою; чоловік видавчині та журналістки Ядвіги Хара.

## Життєпис

### Довоєнний період
Адам Єжи Харасовський народився в Делятині. Він був сином Олександра і Роберти Наленч-Удрицької. З 1872 по 1945 був лікарем з різнобічними інтересами, включно з музикою. По батьківській лінії Адам був родичем Мауриція Карасовського (1823—1892), першого біографа Шопена. Він також був швагром композитора Тадеуша Шеліговського (1896—1963).
Адам склав випускні іспити в Новому Сончі. У 1923—1929 роках навчався в консерваторії Польського музичного товариства у Львові в класі Адама Солтиса. Під час навчання заробляв грою на фортепіано під час показу німого кіно. Пізніше брав приватні уроки композиції у Кароля Шимановського. У 1927 році він познайомився з письменником Гілбертом К. Честертоном.
За рекомендацією Адама Солтиса Харасовський створив музику для хорових пісень до античної драми «Антігона» Софокла в сучасному перекладі Тадеуша Венцлевського. У 1928 році його композиція «Оборона Львова» на слова Артура Оппмана для чоловічого хору і оркестру отримала другу премію на конкурсі Польського товариства співаків «Ехо-Матиця» у Львові. Любов до хорової музики він успадкував від свого батька Олександра, який під час навчання на медичному факультеті був диригентом Краківського академічного хору.
Адама Харасовського навчали гри на фортепіано з п'яти років. Він належав до львівської піаністичної школи Кароля Мікулі, яка безпосередньо продовжувала шопенівські традиції. У 1932 році він брав участь у II Міжнародному шопенівському конкурсі.
Паралельно він навчався на механічному факультеті Львівської політехніки і в 1931 році отримав диплом інженера-механіка у сфері машинознавства. Під час навчання проходив кількамісячні практики у Швеції (1929), Франції (1930) і Англії (Балдертон, 1927 і 1930 та Бейзингсток, 1928). У Балдертоні він потоваришував з Рітою і Фредом Ванд, які допомогли йому після приїзду до Англії в кінці 1939 року.
У 1924—1929 роках Харасовський був спочатку акомпаніатором, а з 1926 року — диригентом Львівського технічного хору. Продовжувачем цього колективу з 1946 року став Академічний хор Вроцлавської політехніки. Львівський технічний хор, як згадував пізніше Харасовський, дотримувався девізу польських хорів: «Піснею до серця, серцем до Вітчизни». У 1927 році хор виступав на урочистостях з нагоди 77-річчя президента Чехословаччини Томаша Масарика. У травні 1929 року пісня Харасовського «Львів» у виконанні технічного хору була гаряче прийнята на Всеслов'янському з'їзді співаків у Познані.
У 1931—1932 роках Адам проходив офіцерський курс у кадетській школі у Львові (з практикою у 6-му авіаційному полку). Протягом двох років працював інженером-механіком на склозаводі «Домброва» у селі Гута-Домброва (Луковський повіт), а потім (до 1938 року) на Королівському заводі у Хожуві на Верхній Сілезії. Після захоплення Польщею Заолжя у жовтні 1938 року до початку війни працював інженером на заводі в Тршинці, де виготовляли деталі для літаків.

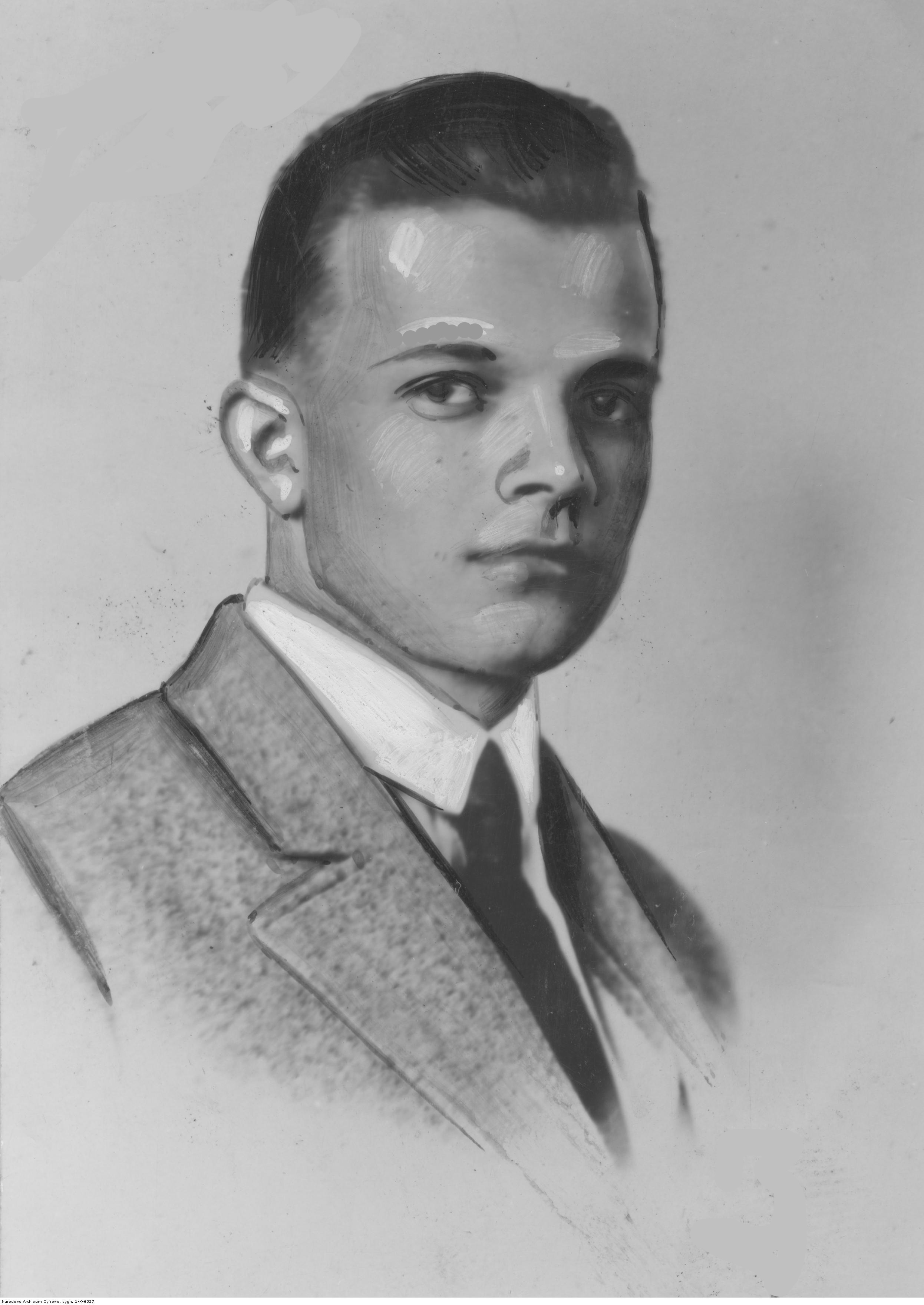
Адам Харасовський, 1932

Під час перебування на Сілезії Харасовський був художнім керівником духової та симфонічної оркестрів у Хожуві, а також диригентом чоловічого хору «Ехо» в Катовицях. У травні 1937 року концерт хору, присвячений творчості Станіслава Невядомського, був названий «прекрасним і благородним музичним видовищем», а Харасовського назвали «висококласним диригентом». Хор «Ехо» виступав на Польському радіо з репертуаром польських народних пісень, а також англійських. У 1935 році Харасовський написав пісню «До польського моря» на слова Вітольда Зехентера.
Харасовський вів листування з Болеславом Валлек-Валевським, диригентом хорів і директором консерваторії музичного товариства в Кракові. У 1938 році він одружився з Ядвігою Зброжек, секретарем редакції видавничого концерну «Ілюстрований щоденний кур'єр» у Кракові та співробітницею Мар'яна Домбровського.
У червні 1939 року він взяв участь у міжнародному ливарному конгресі в Лондоні. Його стаття про польську ливарну промисловість була опублікована у 1940 році в британському журналі «Foundry Trade Journal» і згадана у німецькому фаховому журналі.

### Воєнний період

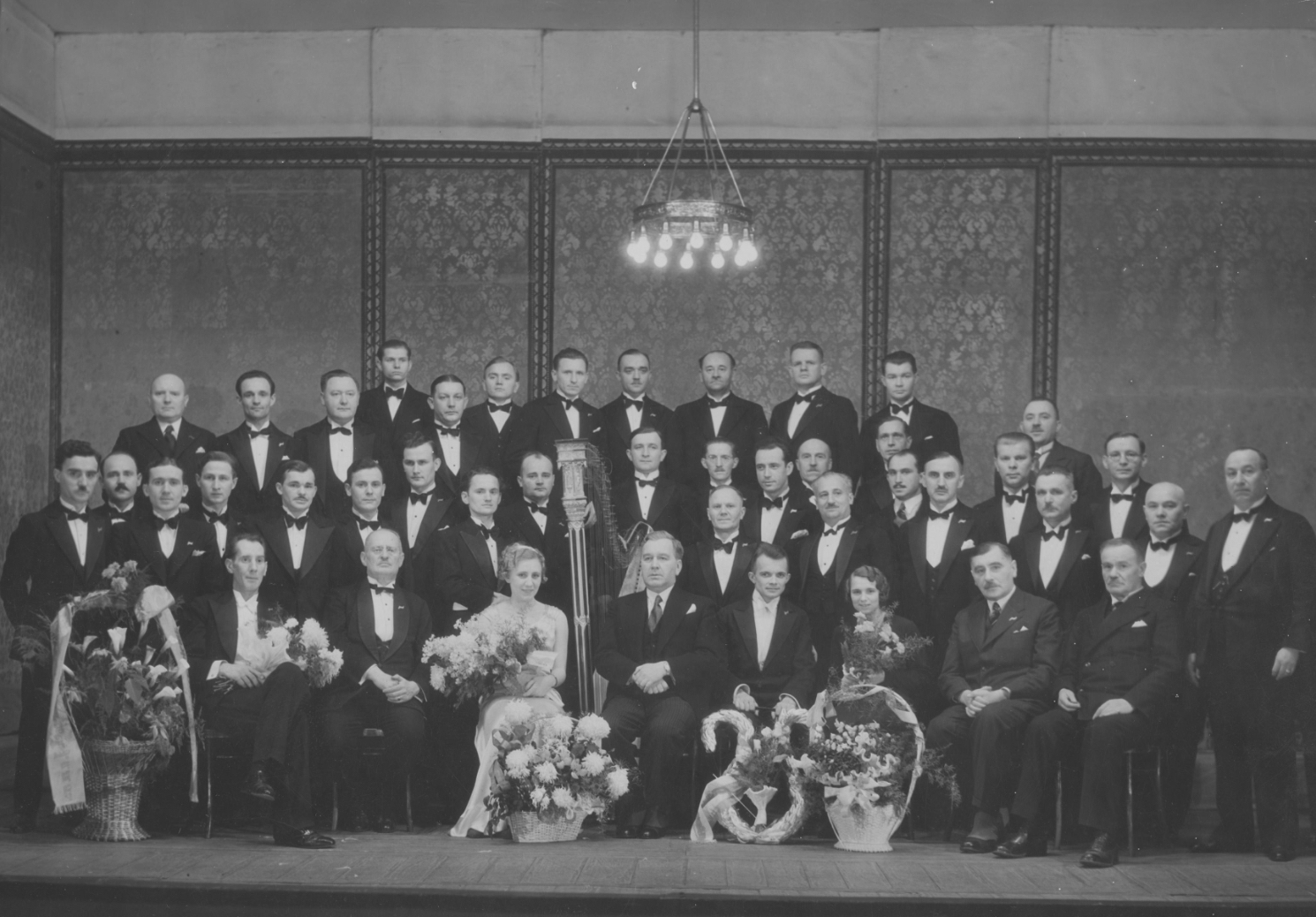
Адам Харасовський (четвертий з правого боку) як диригент хору «Ехо» в Катовицях, 7 січня 1936 року.

Після початку Другої світової війни, у вересні 1939 року, Адам Харасовський потрапив як польський офіцер до табору для військовополонених у Балші, Румунія. Там він зустрів Адама Ковальського, автора пісні «Молитва табірна» (відомої також під назвами «Молитва АК», «Молитва партизанська» та «О Господи, що єси на небі»). Харасовський створив хорове аранжування цієї пісні для чоловічого хору, і воно було виконане на солдатському концерті в другу неділю жовтня 1939 року. «Молитва табірна» згодом стала популярною в Польських збройних силах на Заході та в підпільній Польщі. Її виконують у польських парафіях за кордоном на урочистих месах та похоронах.
На початку 1940 року Адам і Ядвіга Харасовські прибули до Глазго в Шотландії, де активно працювали над зближенням польської та шотландської культур. Ядвіга стала власницею (до 1953 року) польської книгарні, яка видавала та друкувала щоденники, журнали й книги для польських солдатів 1-го корпусу після передислокації Польських збройних сил з Франції до Великої Британії. Подружжю Харасовських приписують авторство популярного посібника для польських солдатів про звичаї і правила поведінки у Великій Британії.
Адам Харасовський створив багато музичних композицій і аранжувань як для польських солдатів на Заході, так і для британської аудиторії. Його метою було ознайомити англомовні суспільства з польською музичною культурою, тому більшість його творів були написані англійською мовою. На 95-ту річницю концерту Фридерика Шопена в Глазго (27 вересня 1848 року) Харасовський виступив як піаніст на урочистому концерті, організованому його дружиною Ядвігою того ж дня (27 вересня 1943 року), в тій самій залі й о тій самій годині.
Польський композитор став четвертим диригентом хору Польського війська, який за сім років провів понад 600 концертів в Англії, Шотландії та Уельсі. Він також був диригентом хору ім. Фридерика Шопена, заснованого в Шотландії в 1940 році Людвіком Скібінським.
Адам Харасовський працював технічним офіцером Польських повітряних сил, спеціалізуючись на будівництві двигунів і бортових приладів у кількох британських військових авіаційних заводах, найбільше у Royal Aircraft Establishment у Фарнборо. Він двічі отримував медаль Польських повітряних сил на Заході, а також був нагороджений британською медаллю оборони та медаллю війни 1939—1945 років.

### Повоєнний період
У 1945—1948 роках Адам Харасовський був викладачем авіаційного двигунобудування на базі Королівських ВПС Cammeringham. З 4 жовтня 1948 року він почав службу в технічних частинах Королівських ВПС Великої Британії. У цей період він працював над технічним обслуговуванням літаків у різних базах, включаючи бази в Іраку, Йорданії, Пакистані та Англії. 1950 року він отримав звання флайт-лейтенанта, а під час служби на Близькому Сході вивчив арабську мову, додавши її до вже відомих йому мов, таких як англійська, німецька, французька, італійська, іспанська, російська, а згодом і японська.
Після повернення до Великої Британії в 1952 році він працював у кількох базах, включаючи Topcliffe та Swinderby, а в 1955 році випустив популярний альбом «Золота Книга Польської Пісні». Після відставки в 1970 році Харасовський оселився в Балдертоні, де працював інженером і керівником перекладацького бюро на заводі Worthington-Simpson Company. Він також був музичним керівником і диригентом операційного товариства Newark Operatic Society, з яким у 1961 році підготував англійську версію опери «Галька» Станіслава Монюшка.
Основною науковою роботою Харасовського стала монографія "The Skein of Legends Around Chopin" (Клубок легенд навколо Шопена), яка вийшла у 1967 році. У ній він критично проаналізував більше сорока біографій Фридерика Шопена, зосереджуючись на контроверсійних листах Шопена до Дельфіни Потоцької. Книга стала класичним джерелом у шопенознавстві, а дискусія про її зміст транслювалася по BBC у 1968 році.
Польський композитор продовжував досліджувати творчість Шопена та підтримував контакти з відомими шопенознавцями, такими як Артур Хедлі та Моріс Браун. У 1970 році він разом із дружиною  заснував «London Chopin Society» та «Scottish-Polish Chopin Circle». Після смерті Ядвіги в 1978 році Адам одружився вдруге з Джойс Мелдрам і переїхав до Саутгемптона, де продовжував брати участь у культурних заходах і концертах.
Адам Харасовський помер 16 червня 1996 року і був похований на кладовищі в Newark-on-Trent. Його архіви, разом із матеріалами Ядвіги Харасовської, були передані в Архів еміграції при Університеті Миколи Коперника в Торуні.